# بایما، چونگکینگ
بایما، چونگکینگ (به لاتین: Baima) یک شهرک در جمهوری خلق چین است که در بخش وولونگ واقع شده‌است. بایما ۲۷۵ متر بالاتر از سطح دریا واقع شده‌است.